# Aydin Aghdashloo
Aydin Aghdashloo (en idioma persa: آیدین آغداشلو ) nacido el 30 de octubre de 1940, es un pintor, diseñador gráfico, escritor y crítico de cine iraní, y uno de los mejores -artistas conocidos- del arte moderno y arte contemporáneo de Irán. Sus obras de arte son conocidas por mostrar el pensamiento de muerte gradual y desgracia, y también por recrear trabajos clásicos notables de forma moderna y surrealista. Sus dos series de Recuperaciones de Terminación y Años de Fuego y Nieve son consideradas parte de la serie más importante del arte iraní moderno.
Aghdashloo comenzó a dibujar y pintar en la adolescencia y se convirtió en pintor de libros de texto, revistas e instituciones privadas iraníes en su juventud. Durante un tiempo, dirigió los asuntos culturales y artísticos en la «Oficina Especial de la reina Farah Pahlavi» y ayudó a recoger las obras de arte iraní en el mundo. También estuvo implicado en la puesta en marcha del Museo de Arte Contemporáneo de Teherán y el Museo Reza Abbasi, dirigió este último por un tiempo. Después de la revolución, Aghdashloo es considerado uno de los más famosos maestros de pintura de los pintores iraníes modernos de tercera generación. Ha presentado dos exposiciones individuales en Irán. La primera fue en la Sociedad Irán-Estados Unidos en Teherán en 1975 y la segunda en noviembre de 2014. Además de varios cuadros de estilo moderno, tiene cientos de escritos, incluida crítica de arte y cine, investigación de la historia del arte y literatura de viajes.

## Vida personal
Aydin Aghdashloo, hijo de Mohammad-Beik Aghdashloo (Haji Ouf) y Nahid Nakhjevan, nació el 30 de octubre de 1940 en el barrio Afakhray de Rasht, Irán. Su padre era caucásico, azerbaiyano y miembro del Partido Igualdad de Caucásicos, y su familia asume su apellido de la pequeña ciudad de Agdash. La familia materna de Aydin pertenecía a la Dinastía Kayar de origen turco que gobernó Persia (Irán) desde 1785 hasta 1925.
A los catorce años de edad, Aydin vendió su primer cuadro y comenzó a trabajar y aprender diseño gráfico en el instituto de publicidad «Ashena» con un salario mensual de 300 tomans. A los dieciséis años de edad comenzó a trabajar en la sección de publicidad del periódico Ettela'at.
Contrajo matrimonio en 1972 con Shohreh Vaziritabar - actriz de teatro y de cine conocida como Shohreh Aghdashloo -. Su matrimonio duró hasta 1980, cuando se divorciaron y ella salió de Irán, Aghdashloo se casó nuevamente con Firouzeh Athari que fue una de sus alumnas en 1981 y tiene un hijo y una hija llamados Takin (1982) y Tara (1987), respectivamente. Su familia emigró a Canadá y se encuentra en Toronto desde 2001. Tara estudió periodismo en esa ciudad y comenzó a trabajar en las redes de televisión de la BBC.
Aydin Aghdashloo vive en Teherán y pasa la mayor parte de su tiempo en su estudio personal, donde lleva a cabo el trabajo de pintura y de investigación artística, y también es lugar para guardar los objetos antiguos de siglos anteriores que utiliza en sus obras. Siempre escucha música mientras trabaja ya que según sus propias palabras: «no puede funcionar sin la música».

## Enseñanza
Aghdashloo enseñó diversos temas de arte. Después de la revolución, enseñó pintura durante algún tiempo en la Universidad Al-Zahra de Teherán, pero perdió su empleo después de la revolución cultural y comenzó a enseñar en una academia de arte privado. Aunque se le impidió enseñar en la Universidad de Teherán a causa de sus conexiones con la familia real antes de la revolución, Aghdashloo consiguió entrenar a centenares de jóvenes pintores iraníes de tercera generación, abriendo su taller personal en el callejón Osku de Teherán para interesados en el arte.
Algunos alumnos notables de tercera generación de Aghdashloo se pueden mencionar como Houman Mortazavi, Khosrow Hassanzadeh , Sbohreh Mehran, Nurieh Mozaffari , Iraj Shafe'i y Abdi Asbaghi .